# Wernigeröder Märchenweg

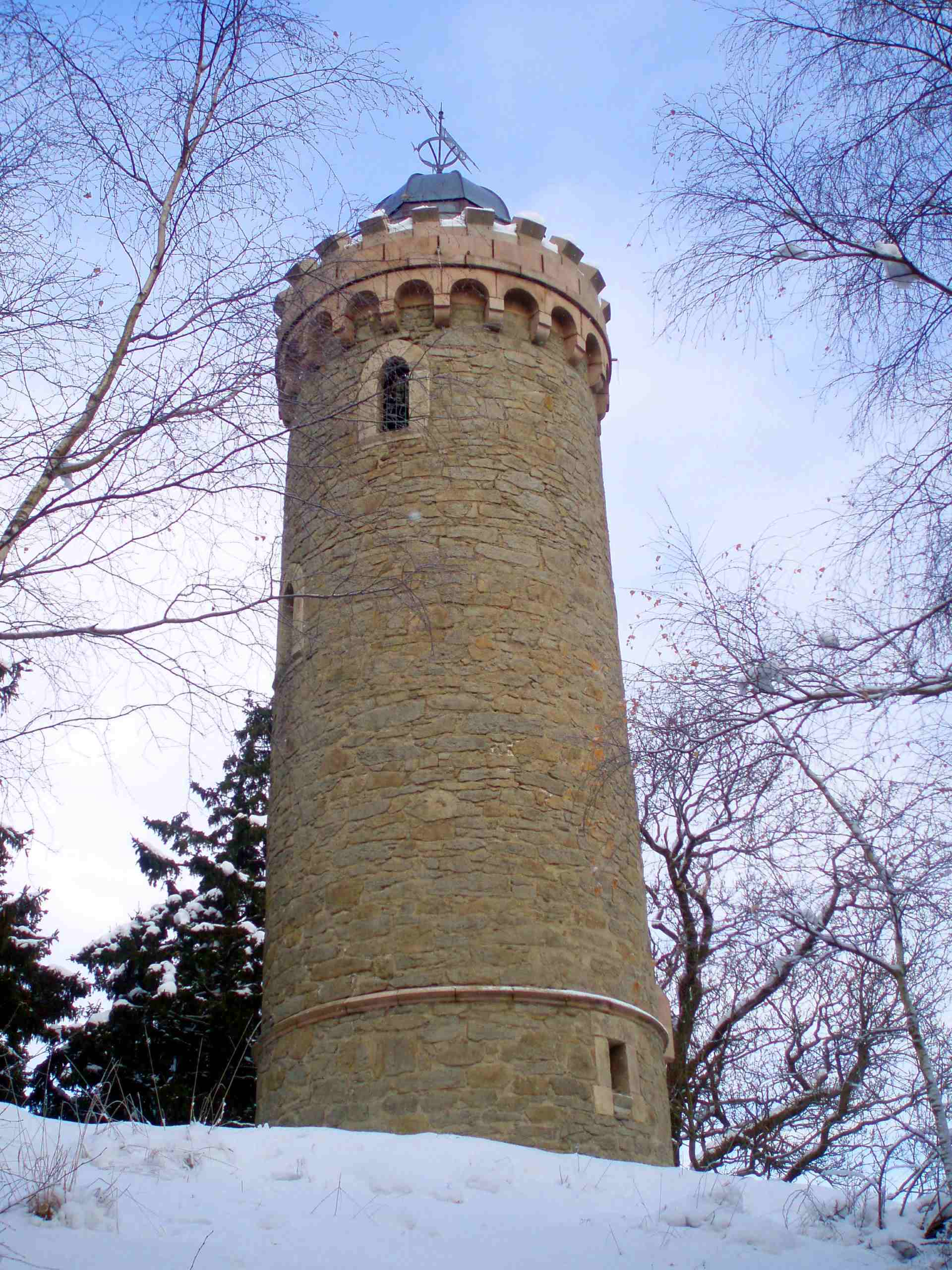
Rapunzelturm

Der Wernigeröder Märchenweg ist ein 2014 angelegter Naturlehrpfad in der Stadt Wernigerode in Sachsen-Anhalt.

## Lage
Der Märchenweg verläuft vom Hasseröder Ferienpark durch das Nesseltal hinauf zum Armeleuteberg und verfügt über folgende Stationen, an denen wissenswerte Informationen vermittelt und bestimmte Aufgaben gelöst werden müssen:
1. Blumenspiel
2. Der Wolf
3. Steine
4. Brotkrumenspiel
5. Hänsel und Gretel
6. Vogeluhr
7. Baumspiel
8. Rapunzelturm

Endpunkt des Weges ist der Kaiserturm auf dem Armeleuteberg, der 2014 mit einem Rapunzelzopf versehen wurde.
Daneben werden auf verschiedenen Tafeln die drei Märchen der Gebrüder Grimm Rotkäppchen, Hänsel und Gretel sowie Rapunzel vorgestellt.
Der Märchenweg wird betreut vom Waldgasthaus Armeleuteberg in Wernigerode, wo auch ein Sonderstempel der Harzer Wandernadel für diesen Naturlehrpfad erhältlich ist.
Der Weg wird als kinderwagengerecht beschrieben und enthält teilweise relativ steile Streckenabschnitte.